# Южный район (Резекне)
Южный район (латыш. Dienvidu rajons) — один из районов в Резекне. Граничит с Випингой, Макаровкой и Центральными районами своего города, а также с Резекненским краем.

## География
Этот микрорайон является самым крупным из всех районов Резекне, занимая площадь почти 5 км2. В Южном районе частично сохранилась историческая часть города — улица Латгалес с двухэтажными домами из красного кирпича, построенными в конце 19 — начале 20 века.

## Достопримечательности
Здесь находится самая большая церковь города и один из символов Резекне — Собор Святейшего Сердца Иисуса.